# Підмонт

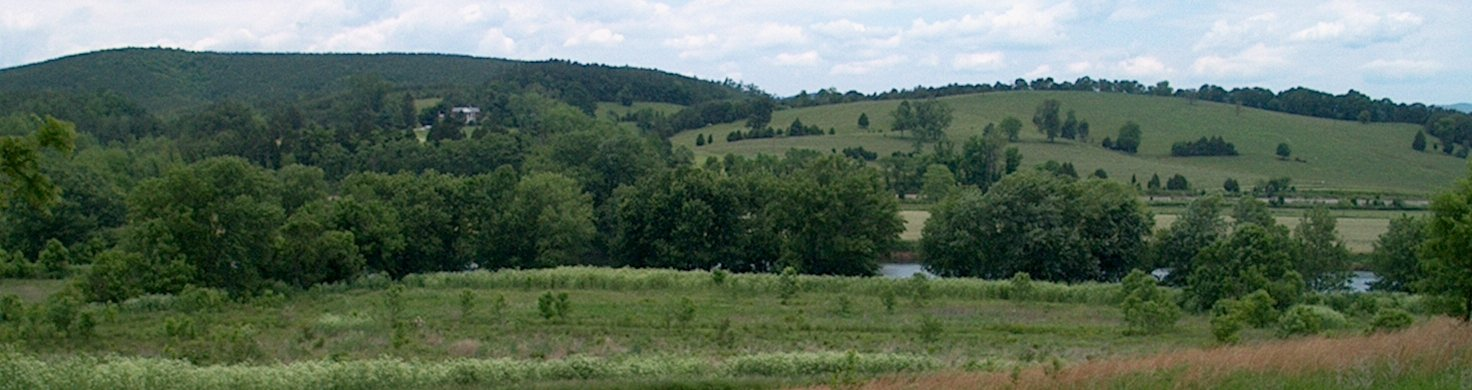
Річка Джеймс в'ється серед пагорбів Підмонту в центральній Вірджинії. Більшість пагорбів у регіоні Підмонт менші за ці.

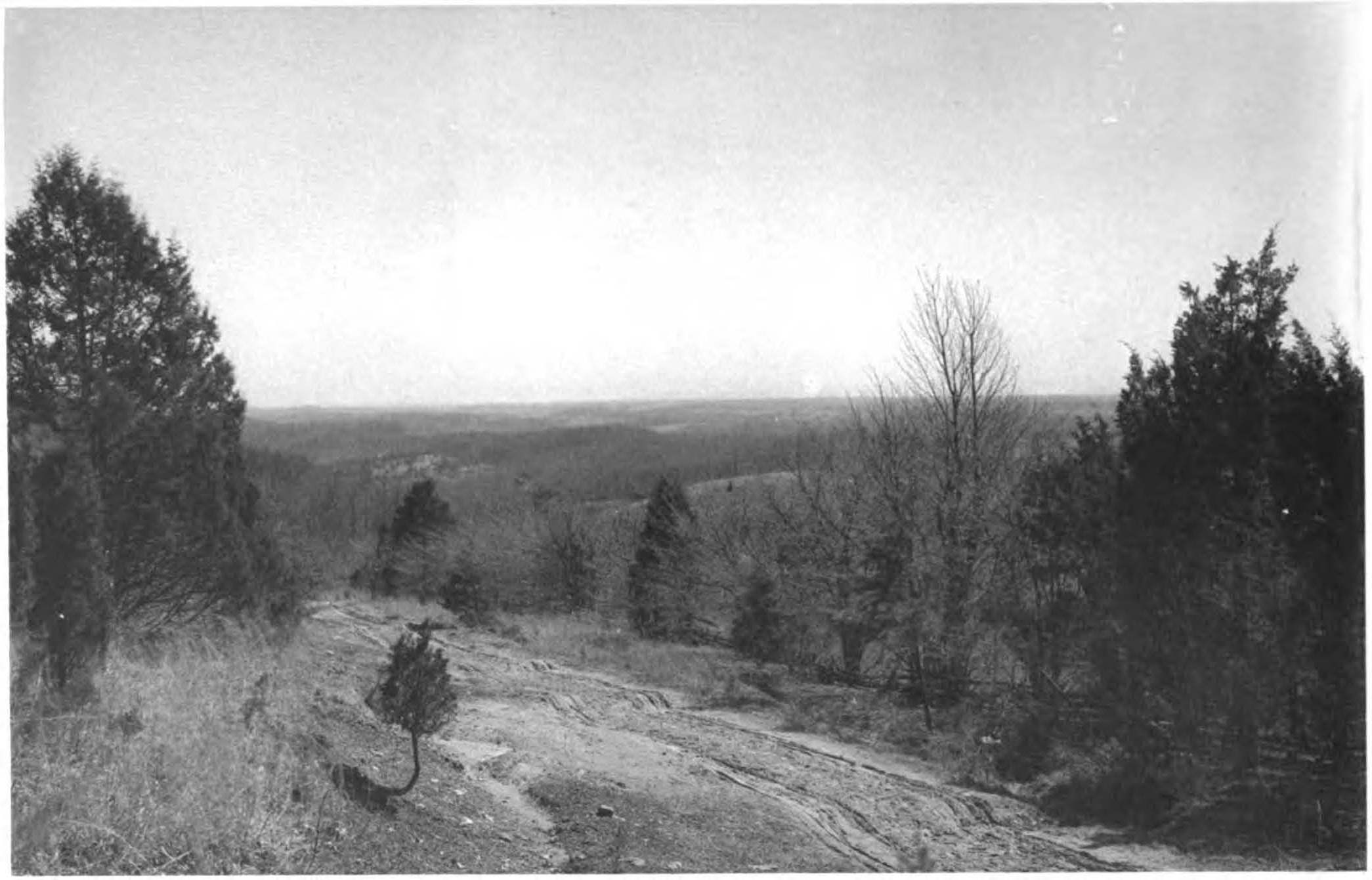
Підмонтське плато, дивлячись на схід від Рокі-Рідж в Меріленді, близько 1898 року

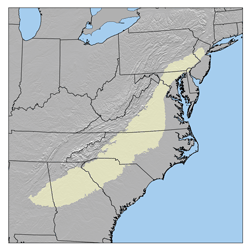
Регіон плато Підмонт (заштриховано)

Підмонт (англ. Piedmont [ˈpiːdmɒnt])— це плато, розташоване на сході Сполучених Штатів. Воно розташоване між Атлантичною рівниною та основними горами Аппалачі, простягнувшись від Нью-Йорка на півночі до центральної Алабами на півдні. Регіон Підмонт — це фізико-географічна регіон більшої частини Аппалачів, який складається з Геттісбурзько-Ньюаркської низовини, Підмонтської височини та Підмонтської низовини.
Лінія падіння Атлантичного узбережжя позначає східний кордон Підмонту з Прибережною рівниною. На заході він здебільшого обмежений Блакитним хребтом, найсхіднішим хребтом головних Аппалачів. Ширина Підмонту різна, вона досить вузька над річкою Делавер, але майже 300 миль (475 км) шириною в Північній Кароліні. Площа Підмонту становить приблизно 80,000 квадратної милі (207,20 км2).
Французьке слово Piedmont (так пишеться "Підмонт" мовою оригіналу) походить від італ. Piemonte, що означає «підніжжя гори», остаточно від латинського «pedemontium», що означає «біля підніжжя гір», схоже на назву італійського регіону П’ємонт (Piemonte), що біля підніжжя Альпів.

## Геологія
Рельєф Підмонту характеризується відносно низькими пагорбами з висотою над рівнем моря від 200 футів (50 м) до 800 футів – 1000 футів (250 м – 300 м). Його геологія складна, з численними гірськими утвореннями різного матеріалу та віку, перемішаними одне з одним. По суті, Підмонт — це залишок кількох стародавніх гірських ланцюгів, які відтоді зазнали ерозії. Геологи ідентифікували принаймні п’ять окремих подій, які призвели до відкладення відкладів, включаючи Гренвільську складчастість (зіткнення континентів, що створив суперконтинент Родинія) та Аппалачський орогенез під час формування Пангеї. Останньою великою подією в історії Підмонту став розпад Пангеї, коли Північна Америка та Африка почали розділятися. Великі басейни утворилися в результаті виникнення рифту і згодом були заповнені відкладами, що випали з навколишньої височини. Серія мезозойських басейнів майже повністю розташована всередині регіону Підмонт.

## Ґрунти та землеробство
Ґрунти Підмонту, як правило, глинисті (Червоноземи) і помірно родючі. У деяких районах вони постраждали від ерозії та надмірного посіву, особливо на півдні, де бавовна історично була основною культурою. У центральному регіоні Підмонт Північної Кароліни та Вірджинії тютюн є основною культурою, тоді як у північному регіоні сільськогосподарські культури є більш різноманітними, включаючи фруктові сади, молочарні та загальне землеробство.

## Музика
Частина регіону П’ємонт на півдні Сполучених Штатів тісно пов’язана з підмонтським блюзом, стилем блюзової музики, який виник там наприкінці 19 століття. За даними Товариства збереження блюзу Підмонту, більшість підмонтських блюзових музикантів походили з Вірджинії, Північної та Південної Кароліни та Джорджії. Під час Великого переселення афроамериканців була значна міграція до Підмонту. Внаслідок наявності гір Аппалачі на заході ті, хто інакше міг би розселитися в сільській місцевості, залишилися в містах і, таким чином, зазнали різноманітнішого музичного впливу, ніж ті, хто, наприклад, залишилися у сільській місцевості дельти Міссісіпі. Таким чином, на підмонтський блюз вплинуло багато видів музики, таких як регтайм, кантрі та народні пісні — стилі, які мали порівняно менший вплив на блюзову музику в інших регіонах.

## Міста
Багато великих міст розташовані на лінії падіння Атлантичного узбережжя, східній межі Підмонту. (У Джорджії та Алабамі, де Підмонт пролягає переважно зі сходу на захід, лінія падіння є його південною межею). Лінія падіння, де суша різко підіймається над прибережною рівниною, позначає межу судноплавства на багатьох великих річках, тому вздовж неї виникли внутрішні порти.
У самому регіоні Підмонт є кілька районів концентрації міст, найбільшим є агломерація Філадельфії в Пенсільванії та Нью-Джерсі. Підмонт розрізає Мериленд навпіл, охоплюючи агломерацію Балтимор-Вашингтон. У Вірджинії агломерація Великого Річмонда є найбільшою міською агломерацією. У Північній Кароліні Підмонтський Півмісяць включає кілька столичних кластерів, таких як агломерація Шарлотта, П’ємонтська Тріада та Дослідницький Трикутник. Інші відомі території включають Грінвіль-Спартанбург-Андерсон, об’єднану статистичну зону SC у Південній Кароліні та столичну територію Атланти в Джорджії.

## Зовнішні посилання
- Hilton Pond Center for Piedmont Natural History